# Édouard Rabaud
Pour les articles homonymes, voir Rabaud.
Scipion Édouard Rabaud, né le 10 mai 1838 à Montredon-Labessonnié et mort le 28 septembre 1919 à Saint-Affrique, est un pasteur français.

## Éléments biographiques
Fils de Philippine Julien (1806-1879) et du pasteur Jean Antoine Rabaud (1789-1886), frère cadet de Camille Rabaud, Rabaud soutient en 1862 sa thèse de baccalauréat en théologie, intitulée Protestations faites au IVe siècle contre les infiltrations païennes dans le culte chrétien, à la Faculté de théologie protestante de Strasbourg. Il exerce son ministère à Montauban à partir de 1872, où il prononça son sermon d'installation le 21 avril, dans le temple des Carmes.

## Publications
- Protestations faites au IVe siècle contre les infiltrations païennes dans le culte chrétien, Strasbourg, G. Silbermann, 1862.
- Le Repos hebdomadaire (avec Camille Rabaud), Genève, H. Georg, 1870.
- Le Pasteur, Sermon d'installation prononcé dans le temple des Carmes, à Montauban, le 21 avril 1872, Versailles, impr. de Cerf et fils.
- Chrétiens et protestants sans confession de foi. Sermon prêché, le 22 mars 1874 à Montauban, Montauban, Lafforgue, 1874.
- Histoire de la doctrine de l'inspiration des Saintes Écritures dans les pays de langue française de la Réforme à nos jours, Paris, Fischbacher, 1883.
- Origines païennes du culte catholique, Montauban, E. Lormand, 1885. (Réimpression d'Orphelins imprimeurs de la maison paternelle, Montauban, 1902). Traduction allemande : Ulheidnische Wurzeln im katholischen Kultus, Gütersloh, C. Bertelsmann, 1906.
- Michel Nicolas, professeur de la Faculté de théologie de Montauban, sa vie, ses œuvres, Paris : Fischbacher, 1888.
- L'École primaire dans la commune de Montauban avant et après 1789, Paris : Fischbacher, 1897.
- Pasteur Salles, André Fontaine et Allocutions prononcées sur la tombe de Monsieur East : 6 janvier 1832 - 15 février 1912, Montauban, Orphelins imprimeurs, 1912.
- L'Ancienne Église réformée de Montauban. Trois conférences données dans le temple des Carmes, Montauban, Libr. Capelle, 1912.